# Do It
Do It is de zesde single van het album Loose van Nelly Furtado in Nederland. De single is op 8 september 2007 in Nederland uitgekomen. Terwijl in andere landen een versie is uitgegeven met een rap van Missy Elliott, ontbreekt dat deel in de Nederlandse versie.

## Hitnotering
"Do It" is de minst succesvolle single van het album Loose. Het nummer blijft hangen in de achterhoede van de Nederlandse hitlijsten en komt niet hoger dan een zestiende positie, maar werd net als de vorige singles van het album uitgeroepen tot Alarmschijf.
| Do It in de Nederlandse Top 40 - binnen: 22 september 2007 | Do It in de Nederlandse Top 40 - binnen: 22 september 2007 | Do It in de Nederlandse Top 40 - binnen: 22 september 2007 | Do It in de Nederlandse Top 40 - binnen: 22 september 2007 | Do It in de Nederlandse Top 40 - binnen: 22 september 2007 | Do It in de Nederlandse Top 40 - binnen: 22 september 2007 | Do It in de Nederlandse Top 40 - binnen: 22 september 2007 | Do It in de Nederlandse Top 40 - binnen: 22 september 2007 | Do It in de Nederlandse Top 40 - binnen: 22 september 2007 | Do It in de Nederlandse Top 40 - binnen: 22 september 2007 | Do It in de Nederlandse Top 40 - binnen: 22 september 2007 | Do It in de Nederlandse Top 40 - binnen: 22 september 2007 |
| Week                                                       | 1                                                          | 2                                                          | 3                                                          | 4                                                          | 5                                                          | 6                                                          | 7                                                          | 8                                                          | 9                                                          | 10                                                         | 11                                                         |
| ---------------------------------------------------------- | ---------------------------------------------------------- | ---------------------------------------------------------- | ---------------------------------------------------------- | ---------------------------------------------------------- | ---------------------------------------------------------- | ---------------------------------------------------------- | ---------------------------------------------------------- | ---------------------------------------------------------- | ---------------------------------------------------------- | ---------------------------------------------------------- | ---------------------------------------------------------- |
| Nummer                                                     | 30                                                         | 25                                                         | 22                                                         | 16                                                         | 22                                                         | 21                                                         | 19                                                         | 17                                                         | 22                                                         | 34                                                         | uit                                                        |